# ティティ・ラモシテレ
ティティ・ラモシテレ（Titi Lamositele、1995年2月11日 - ）は、プレミアシップハーレクインズに所属するラグビーユニオン選手。

## プロフィール
- アメリカ合衆国・ワシントン州タコマ出身。
- ポジションはプロップ(PR)。
- 身長 182cm、体重 125kg
- U20アメリカ合衆国代表に選ばれたことがある[1]。
- アメリカ代表通算キャップ数は32でワールドカップ2015・2019のアメリカ代表に選ばれた[2]。
- サモア代表キャップは1（2024年9月現在）。

## 略歴
2015年、サラセンズに加入。  
2020年、モンペリエに加入。
2024年、ハーレクインズに加入。 